# Non è mai troppo Natale
Non è mai troppo Natale è un album di Luca Bonaffini pubblicato nel 2020 dall'etichetta discografica Long Digital Playing

## Descrizione
L'album è stato completamente registrato in diretta con sola voce e chitarra e pubblicato con il sottotitolo "Cinque ballate di rabbia e di amore agli arresti domiciliari"

## Tracce
1. L'Italia al tempo del vinile - 3.45
2. G.Rg. - 4.04
3. Bastard dream - 2.58
4. Ci scappa il Santo - 4.25
5. Sarò lì ad aspettarti - 4.16